# Slacktivisme
Pour un article plus général, voir Cybermilitantisme.

Je suis Charlie, image massivement partagée sur les réseaux sociaux après l'attentat contre Charlie Hebdo en janvier 2015.

Pray for Paris, image massivement partagée sur les réseaux sociaux après les attentats du 13 novembre 2015 en France.

Le 2 juin 2020, un carré noir est massivement partagé sur les réseaux sociaux dans le cadre du Blackout Tuesday.

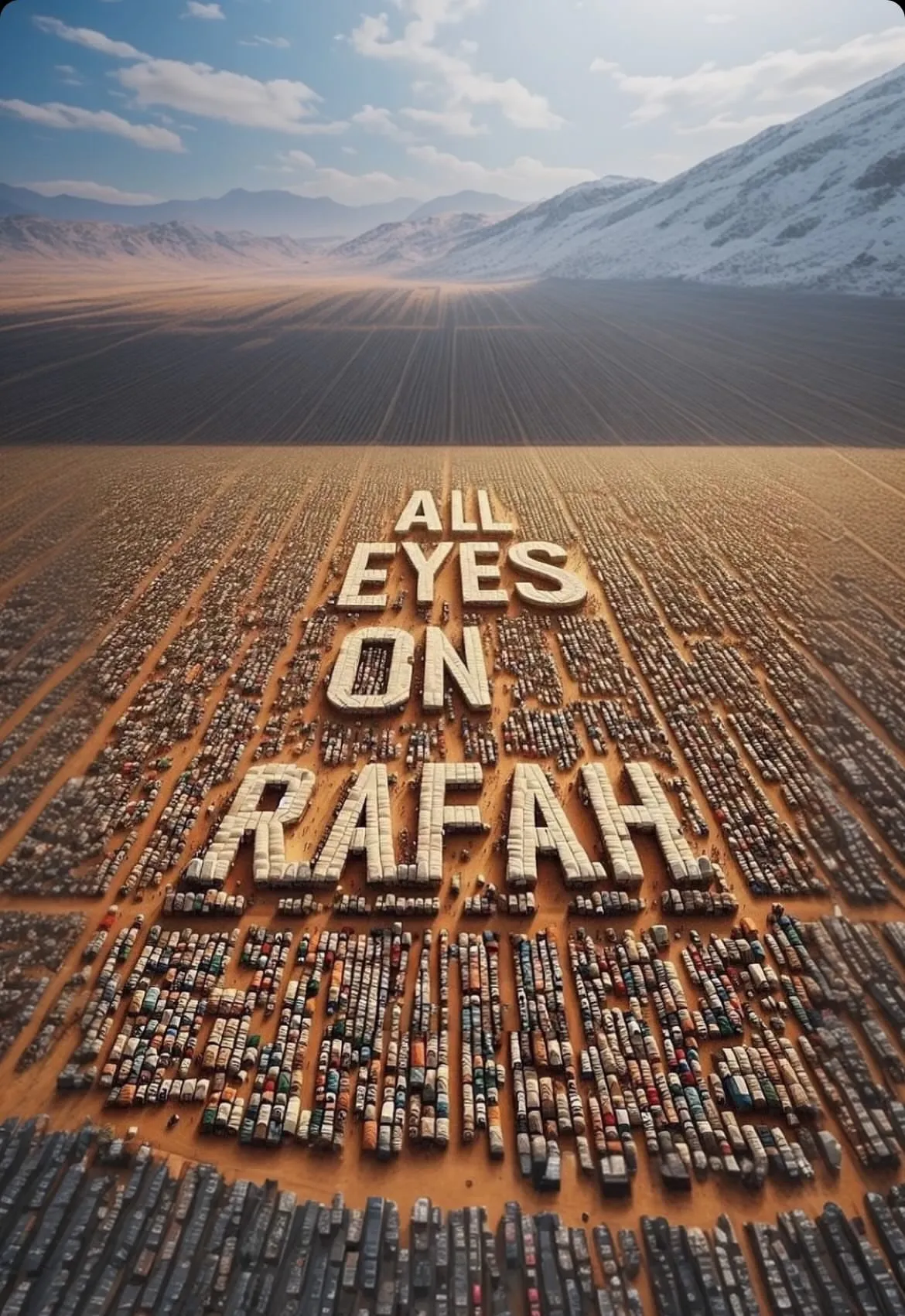
All eyes on Rafah, image massivement partagée sur les réseaux sociaux après l'offensive israélienne sur Rafah en 2024.

Le slacktivisme (littéralement « activisme paresseux »), mot-valise formé par la fusion du terme anglais slacker (« fainéant ») et du mot « activisme », est une forme de militantisme sur Internet qui s'est développé dans les années 2000 avec l'avènement des réseaux sociaux et qui consiste à cliquer pour participer à un mouvement collectif virtuel sans s'engager plus activement et concrètement.
Les campagnes de Twibbon menées sur Twitter, les pétitions en ligne ou, en guise de soutien, le partage d'un tweet (re-tweet), le changement de sa photo de profil ou le like sur Facebook en sont des illustrations. Ce cybermilitantisme porte d'autres vocables : clictivisme, slackertivisme, fauteuil révolutionnaire, bénévolat virtuel. Le slacktivisme peut aussi se manifester sous la forme de port d'un habit d'une couleur en particulier, d'un bracelet coloré, voire d'un badge ou d'un pin's.
Le terme a été créé en 1995 par Dwight Ozard et Fred Clark.

## Description
Bien qu'Internet soit un moyen de mobilisation en masse pour soutenir activement une cause, le slacktivisme est souvent utilisé comme terme péjoratif (il avait à l'origine une connotation positive) pour distinguer cet engagement virtuel de canapé par lequel l'internaute se donne une bonne conscience au rabais alors que les personnes physiques pratiquant l'activisme IRL s'impliquent dans des actions concrètes. Un effet de substitution est même noté : les slacktivistes s'arrêtent à leur mobilisation en ligne et s'engagent encore moins, ayant l'impression d'avoir aidé au même titre que s'ils donnaient de l'argent ou manifestaient dans les rues.
Ce néo-militantisme est cependant considéré avoir eu une influence sur des événements comme l'affaire Kony 2012, Movember ou le Printemps arabe, et a des experts qui analysent le taux d'engagement d’une pétition (le nombre de personnes qui la font suivre à leurs contacts), ou le taux de transformation en real life (le nombre de personnes qui passent à l’action physiquement),. Lors de la crise sanitaire du Covid-19, le slacktivisme est devenu par défaut la seule solution pour les rassemblements populaires.
Cette forme de militantisme est considérée comme une solution pour impliquer les jeunes dans la vie politique et les faire participer aux élections. Selon un article de CNN de 2018, le slacktivisme ne peut cependant pas remplacer l'impact d'une foule de manifestants envahissant les rues pour protester.